# Distretto di Kurbin
Il distretto di Kurbin (in albanese: Rrethi i Kurbinit) era uno dei 36 distretti amministrativi dell'Albania.
Il capoluogo era la cittadina di Laç, il distretto confinava a nord con il distretto di Alessio e con quello di Mirdizia, a est con il distretto di Mat, a sud con i distretti di Croia e Durazzo, a ovest con il Mare Adriatico.
La riforma amministrativa del 2015 ha ricompreso il territorio dell'ex distretto nel comune di Kurbin, di nuova istituzione.
Fino al 1992 l'area di Kurbin faceva parte del distretto di Croia, nel 1992 fu costituito il distretto di Kurbin con capoluogo la città di Laç e abbreviazione ufficiale la sigla KB, le targhe del distretto riportano invece la sigla LA.

## Suddivisioni amministrative
Il distretto comprendeva 2 comuni urbani e 2 rurali.

### Comuni urbani
- Laç
- Mamurras

### Comuni rurali
- Fushë-Kuqe
- Milot